# Mark Feehily
Markus Michael Patrick Feehily (né le 28 mai 1980 à Sligo, Irlande), plus connu sous le nom de Mark Feehily, est un chanteur irlandais. Membre du boys band Westlife de 1998 à 2012, il a sorti en octobre 2015 son premier album solo, intitulé Fire.